# AFC Ajax in het seizoen 1970/71
Ajax speelde in het seizoen 1970/71 in de Eredivisie. Ajax eindigde de competitie op een tweede plaats, maar wist wel de Europacup I en de KNVB beker te winnen.

## Eindstand
| pos | club     | gs | w  | g | v | pnt | dv | dt | ds  |
| --- | -------- | -- | -- | - | - | --- | -- | -- | --- |
| 2.  | AFC Ajax | 34 | 24 | 5 | 5 | 53  | 90 | 20 | +70 |

## Wedstrijden

### Eredivisie
| Tegenstander  | Thuis | Uit |
| ------------- | ----- | --- |
| ADO           | 3-0   | 0-1 |
| AZ'67         | 8-1   | 3-0 |
| DWS           | 4-0   | 1-0 |
| Excelsior     | 7-0   | 1-1 |
| Feyenoord     | 1-3   | 1-1 |
| Go Ahead      | 5-1   | 1-4 |
| Haarlem       | 4-0   | 5-0 |
| Holland Sport | 2-1   | 3-0 |
| MVV           | 2-0   | 0-1 |
| NAC           | 3-0   | 2-0 |
| NEC           | 4-1   | 0-0 |
| PSV           | 1-0   | 3-0 |
| Sparta        | 2-2   | 0-0 |
| Telstar       | 3-1   | 1-0 |
| FC Twente '65 | 3-0   | 0-1 |
| FC Utrecht    | 7-1   | 3-0 |
| Volendam      | 4-0   | 3-0 |

In de tweede en derde kolom staan de uitslagen. De doelpunten van Ajax worden het eerst genoemd.

### Europacup I
| Ronde        | Thuis                    | Res.    | Uit                      | Doelpunten Ajax                                   |
| ------------ | ------------------------ | ------- | ------------------------ | ------------------------------------------------- |
| Eerste ronde | 17 Nëntori AFC Ajax      | 2-2 2-0 | AFC Ajax 17 Nëntori      | Suurbier (2 keer) Keizer en Swart                 |
| Tweede ronde | AFC Ajax FC Basel        | 3-0 1-2 | FC Basel AFC Ajax        | Keizer, Van Dijk en Hulshoff Rijnders en Neeskens |
| Kwartfinale  | AFC Ajax Celtic FC       | 3-0 1-0 | Celtic FC AFC Ajax       | Cruijff, Hulshoff en Keizer -                     |
| Halve finale | Atlético Madrid AFC Ajax | 1-0 3-0 | AFC Ajax Atlético Madrid | - Keizer, Suurbier en Neeskens                    |
| Finale       | AFC Ajax                 | 2-0     | Panathinaikos FC         | Van Dijk en Haan                                  |

### KNVB Beker
| Ronde           | Thuis     | Res. | Uit          | Doelpunten Ajax                      |
| --------------- | --------- | ---- | ------------ | ------------------------------------ |
| Tweede ronde    | Heracles  | 0-3  | AFC Ajax     | Neeskens, Cruijff en Van Dijk        |
| Derde ronde     | AFC Ajax  | 4-0  | FC Den Bosch | Van Dijk (2 keer), Cruijff en Mühren |
| Kwartfinale     | Feyenoord | 1-2  | AFC Ajax     | Swart en Van Dijk                    |
| Halve finale    | AFC Ajax  | 2-0  | N.E.C.       | Mühren en Cruijff                    |
| Finale          | AFC Ajax  | 2-2  | Sparta       | Cruijff (2 keer)                     |
| Finale (replay) | AFC Ajax  | 2-1  | Sparta       | Mühren en Neeskens                   |

## Spelers

### Wedstrijden
| Speler            | Eredivisie | KNVB Beker | Europacup | Totaal |
| ----------------- | ---------- | ---------- | --------- | ------ |
| Horst Blankenburg | 13         | 5          | 4         | 22     |
| Johan Cruijff     | 25         | 6          | 6         | 37     |
| Dick van Dijk     | 29         | 5          | 6         | 40     |
| Arie Haan         | 9          | 1          | 1         | 11     |
| Barry Hulshoff    | 33         | 6          | 9         | 48     |
| Piet Keizer       | 32         | 5          | 9         | 46     |
| Ruud Krol         | 24         | 4          | 7         | 35     |
| Gerrie Mühren     | 31         | 6          | 8         | 45     |
| Johan Neeskens    | 33         | 6          | 9         | 48     |
| Nico Rijnders     | 32         | 6          | 9         | 47     |
| Heinz Stuy        | 34         | 6          | 9         | 49     |
| Wim Suurbier      | 32         | 6          | 9         | 47     |
| Ruud Suurendonk   | 14         | 2          | 2         | 18     |
| Sjaak Swart       | 31         | 6          | 8         | 45     |
| Velibor Vasović   | 33         | 6          | 9         | 48     |
| Sies Wever        | 1          | 0          | 0         | 1      |

### Doelpunten
| Speler            | Eredivisie | KNVB Beker | Europacup | Totaal |
| ----------------- | ---------- | ---------- | --------- | ------ |
| Horst Blankenburg | 0          | 0          | 0         | 0      |
| Johan Cruijff     | 21         | 5          | 1         | 27     |
| Dick van Dijk     | 18         | 4          | 2         | 24     |
| Arie Haan         | 1          | 0          | 1         | 2      |
| Barry Hulshoff    | 2          | 0          | 2         | 4      |
| Piet Keizer       | 9          | 0          | 4         | 13     |
| Ruud Krol         | 2          | 0          | 0         | 2      |
| Gerrie Mühren     | 10         | 3          | 0         | 13     |
| Johan Neeskens    | 1          | 2          | 2         | 5      |
| Nico Rijnders     | 2          | 0          | 1         | 3      |
| Heinz Stuy        | 0          | 0          | 0         | 0      |
| Wim Suurbier      | 3          | 0          | 3         | 6      |
| Ruud Suurendonk   | 3          | 0          | 0         | 3      |
| Sjaak Swart       | 16         | 1          | 1         | 18     |
| Velibor Vasović   | 2          | 0          | 0         | 2      |
| Sies Wever        | 0          | 0          | 0         | 0      |

## Transfers

### Inkomende transfers
| Naam              | Nationaliteit | Vorige club  |
| ----------------- | ------------- | ------------ |
| Horst Blankenburg | Duitsland     | 1860 München |
| Johan Neeskens    | Nederland     | RC Heemstede |
| Sies Wever        | Nederland     | SC Assen     |

### Uitgaande transfers
| Naam            | Nationaliteit | Nieuwe club   |
| --------------- | ------------- | ------------- |
| Gert Bals       | Nederland     | Vitesse       |
| Henk Groot      | Nederland     | Gestopt       |
| Bennie Muller   | Nederland     | Holland Sport |
| Ton Pronk       | Nederland     | FC Utrecht    |
| Tom Søndergaard | Denemarken    | FC Metz       |

1900—1911 · 1911/12 · 1912—1954 · 1954/55 · 1955/56 · 1956/57 · 1957—1970 · 1970/71 · 1971/72 · 1972—1994 · 1994/95 · 1995—1998 · 1998/99 · 1999/00 · 2000/01 · 2001/02 · 2002/03 · 2003/04 · 2004/05 · 2005/06 · 2006/07 · 2007/08 · 2008/09 · 2009/10 · 2010/11 · 2011/12 · 2012/13 · 2013/14 · 2014/15 · 2015/16 · 2016/17 · 2017/18 · 2018/19 · 2019/20 · 2020/21 · 2021/22 · 2022/23 · 2023/24 · 2024/25
ADO ·
Ajax ·
AZ '67 ·
DWS ·
Excelsior ·
Feijenoord ·
Go Ahead ·
Haarlem ·
Holland Sport ·
MVV ·
NAC ·
N.E.C. ·
PSV ·
Sparta ·
Telstar ·
FC Twente '65 ·
FC Utrecht ·
Volendam